# Melanostigma gelatinosum
 Melanostigma gelatinosum és una espècie de peix de la família dels zoàrcids i de l'ordre dels perciformes.

## Morfologia
- Els mascles poden assolir 29 cm de longitud total.
- Nombre de vèrtebres: 83.[1]

## Hàbitat
És un peix marí i d'aigües profundes que viu entre 44-2.561 m de fondària.

## Distribució geogràfica
Es troba a tots els oceans.

## Observacions
És inofensiu per als humans.